# Fargues-sur-Ourbise

Fargues-sur-Ourbise este o comună în departamentul Lot-et-Garonne din sud-vestul Franței. În 2009 avea o populație de 366 de locuitori.

## Evoluția populației
| An        | 1975 | 1982 | 1990 | 1999 | 2006 | 2009 |
| --------- | ---- | ---- | ---- | ---- | ---- | ---- |
| Populație | 292  | 286  | 283  | 287  | 358  | 366  |